# 豊田市立若園中学校
豊田市立若園中学校（とよたしりつ わかぞのちゅうがっこう）は、愛知県豊田市花園町脇ノ田にある公立中学校。豊田市で15番目の中学校として開校した。

## 沿革
- 1979年（昭和54年） - 豊田市立高岡中学校と分離し開校。

## 通学区域
以下の小学校区。
- 豊田市立若園小学校

## 周辺
- 名鉄三河線 三河八橋駅
- 豊田花園郵便局
- 豊田市立花園幼稚園
- トヨタ車体吉原工場

## 著名な出身者
- 原江里菜（プロゴルファー）
- 小山祐（みよし市長）